# Tibet-Felsgleithörnchen
Das Tibet-Felsgleithörnchen (Eupetaurus tibetensis) ist eine Art der Gleithörnchen innerhalb der Gattung Eupetaurus. Die Art kommt im südlichen Tibet, im nördlichen Sikkim und im westlichen Bhutan vor und wurde 2021 als neue Art beschrieben.

## Merkmale
Das Tibet-Felsgleithörnchen hat eine Kopf-Rumpf-Länge von etwa 470 Millimetern und eine Schwanzlänge von 350 Millimetern (Daten bezogen auf den Holotypus). Das Rückenfell ist bräunlich-grau mit weniger ausgeprägten grauen Spitzen als bei E. cinereus und mit rötlichen Tönen, die manchmal entlang der Mittellinie des Rückens, auf dem Rumpf und dem vorderen Teil des Schwanzes vorhanden sind. Die Unterseite ist gräulich und gelb gefärbt. Die Rückseiten der Vorder- und Hinterfüße sind braun. Der Schwanz ist buschig und zylindrisch, mit einer ähnlichen Färbung wie der Rücken und mit einer kurzen schwarzen Spitze.
Von E. cinereus unterscheidet sich das Tibet-Felsgleithörnchen durch ein satteres, rötlich gefärbtes braunes Fell, das bei E. cinereus deutlicher grau ist. Eupetaurus tibetensis ähnelt äußerlich stark E. nivamons, hat aber eine kürzere schwarze Schwanzspitze. Die Schnauzenregion von des Tibet-Felsgleithörnchens ist schmaler als bei E. nivamons, allerdings ähnlich wie bei E. cinereus. Zudem gibt es einige weitere Schädel- und Zahnmerkmale, die zur Unterscheidung herangezogen werden können.

## Verbreitung
Das Verbreitungsgebiet des Tibet-Felsgleithörnchens umfasst wahrscheinlich den südlichen Teil des zentralen tibetischen Hochlands und die nördlichen Hänge des Himalaya in Sikkim und Bhutan. Vorkommensnachweise stammen aus Höhenlagen von 2700 bis 4000 m in Tibet in China, Sikkim in Indien und eventuell aus Bhutan. Die Art ist allerdings nur durch zwei Exemplare aus Tibet und zwei Exemplare aus Sikkim sicher bekannt, Sichtungen von Tieren der Gattung aus Bhutan werden als wahrscheinlich der Art zugehörig betrachtet.

## Lebensweise
Über die Lebensweise des Tibet-Felsgleithörnchens sind keine Einzelheiten bekannt. Die Artbeschreibung beruht auf Museumsmaterial.

## Systematik
Eupetaurus tibetensis wurde im Jahr 2021 nach einer Untersuchung mehrerer bislang dem Felsgleithörnchen (E. cinereus) zugeordneter Museumsexemplare ebenso wie E. nivamons als neue Art in der bis dahin monotypischen Gattung Eupetaurus beschrieben. Zur Unterscheidung der nun drei Arten wurden sowohl morphologische Merkmale des Schädels und der Zähne wie auch genetische und molekularbiologische Untersuchungen herangezogen.
Benannt wurde die Art mit „tibetensis“ nach der Typlokalität in Tibet.

## Bedrohung und Schutz
Der Status des Tibet-Felsgleithörnchens ist unbekannt und aufgrund der geringen verfügbaren Daten wird eine Einstufung der Art in der Roten Liste der IUCN als „Data Deficient“ empfohlen.

## Belege
1. 1 2 3 4 5 6 7  Stephen M Jackson, Quan Li, Tao Wan, Xue-You Li, Fa-Hong Yu, Ge Gao, Li-Kun He, Kristofer M Helgen, Xue-Long Jiang: Across the great divide: revision of the genus Eupetaurus (Sciuridae: Pteromyini), the woolly flying squirrels of the Himalayan region, with the description of two new species. In: Zoological Journal of the Linnean Society. 31. Mai 2021, ISSN 0024-4082, S. zlab018, doi:10.1093/zoolinnean/zlab018 (oup.com [abgerufen am 4. Juni 2021]).